# Sarasibar
Sarasibar en basque (Sarasíbar en espagnol) est un village situé dans la commune d'Esteribar dans la Communauté forale de Navarre, en Espagne. Il est doté du statut de concejo.
Sarasibar est situé dans la zone linguistique bascophone de Navarre.